# Drosophila frolovae
Drosophila frolovae är en tvåvingeart som beskrevs av Wheeler 1949. Drosophila frolovae ingår i släktet Drosophila och familjen daggflugor.
Artens utbredningsområde är Mexiko.